# Flatocerus brachynotus
Flatocerus brachynotus är en insektsart som beskrevs av Liang, Youqing Chen och Yanlin Chen 2008. Flatocerus brachynotus ingår i släktet Flatocerus och familjen torngräshoppor. Inga underarter finns listade i Catalogue of Life.